# Operation Wolf
Operation Wolf es un videojuego de tipo shooter para un único jugador realizado por Taito en 1987 en formato de  máquina recreativa. Fue adaptado a diversos ordenadores y consolas de la época y además tuvo 3 secuelas: Operation Thunderbolt (1988), Operation Wolf 3 (1994) y Operation Tiger (1998).
El objetivo del juego es rescatar a 5 prisioneros de un campo de concentración. El juego está dividido en 6 fases: Communication Setup, Jungle, Village, Powder Magazine, Concentration Camp, y Airport (en castellano Instalación de comunicaciones, Jungla, Pueblo, Arsenal, Campo de concentración y Aeropuerto). Hay que terminar por orden cada una de las fases para poder avanzar a la siguiente siendo uno de los primeros shooters que tenía una línea argumental.
El juego está controlado por una ametralladora (provista de pistola de luz o "light gun" montada sobre un pivote fijo oscilante. En algunos webs se cita erróneamente que usa una metralleta de tipo posicional como otras recreativas similares, como por ejemplo sus posteriores secuelas) con vibración para simular retroceso (en la máquina recreativa y algunas consolas) o un punto de mira (en las versiones de consola y ordenador). Para completar cada fase el jugador debe disparar a tantos soldados, tanques, jeeps, helicópteros y embarcaciones como el juego indique.
Los soldados pueden lanzar granadas y cuchillos, y los vehículos pueden lanzar misiles y cohetes. La munición y granadas del jugador son limitadas pero pueden conseguirse disparando a barriles, arbustos y animales como gallinas y cerdos. En ocasiones aparece una ametralladora más rápida en cadencia de tiro con munición infinita en tiempo limitado (durante 10 segundos).
El jugador tiene una barra de daño donde se indica lo herido que está. Cada vez que es alcanzado o un civil o rehén es herido se contabiliza en dicha barra. Al alcanzar el máximo de daño, el juego termina con varios mensajes:
1) "Usted ha sostenido una herida letal. Lo sentimos, pero usted terminó aquí (cuando el jugador deja magazines y granadas)".
2) "Como usted no ha dejado municiones, usted deberá unirse a los rehenes" (cuando el jugador no deja balas/magazines ni granadas).
3. "Presidente: Usted ha fracasado en su misión. No lo llamaremos nunca jamás.(Versión Arcade solamente, luego de completar el 5to. nivel (Campo De Concentración) con los 5 rehenes muertos)."
4. "Presidente: Usted ha fracasado en su misión. Ni se moleste en regresar a casa" (Versiones de NES y de SuperNES solamente, luego de completar el 5.º nivel con los 5 rehenes muertos).

Este juego es un de los arcades más portados de todos los tiempos, con versiones de ordenador para Sinclair ZX Spectrum, MSX, CPC, Commodore 64, PCDOS, PC Microsoft Windows, Atari ST, Commodore Amiga; versiones de consola NES, TurboGrafx-16, Sega Master System, Xbox, PlayStation 2. En algunas versiones se permitía el control desde una pistola de luz (como la Magnum Light Phaser) y no solo desde un mando o joystick, ratón o teclado.
Al terminar el juego de manera exitosa el expresidente de los Estados Unidos Ronald Reagan nos felicita personalmente, " ¡Excelente! ¡Usted es un verdadero profesional!" dando paso a otra vuelta a las 6 fases aún más difíciles.
Cuando se termina el juego totalmente se muestra una estadística de tiempo, disparos, enemigos y porcentaje de acierto.